# Medak (Telangana)
Medak es una ciudad y municipio situada en el distrito de Medak en el estado de Telangana (India). Su población es de 46 880 habitantes (2011). 

## Demografía
Según el censo de 2011 la población de Medak era de 46 880 habitantes, de los cuales 22 586 eran hombres y 24 294 eran mujeres. Medak tiene una tasa media de alfabetización del 76,94 %, superior a la media estatal del 67,02 %. 

## Clima
| Parámetros climáticos promedio de Medak (1981–2010, extremes 1979–2012) | Parámetros climáticos promedio de Medak (1981–2010, extremes 1979–2012) | Parámetros climáticos promedio de Medak (1981–2010, extremes 1979–2012) | Parámetros climáticos promedio de Medak (1981–2010, extremes 1979–2012) | Parámetros climáticos promedio de Medak (1981–2010, extremes 1979–2012) | Parámetros climáticos promedio de Medak (1981–2010, extremes 1979–2012) | Parámetros climáticos promedio de Medak (1981–2010, extremes 1979–2012) | Parámetros climáticos promedio de Medak (1981–2010, extremes 1979–2012) | Parámetros climáticos promedio de Medak (1981–2010, extremes 1979–2012) | Parámetros climáticos promedio de Medak (1981–2010, extremes 1979–2012) | Parámetros climáticos promedio de Medak (1981–2010, extremes 1979–2012) | Parámetros climáticos promedio de Medak (1981–2010, extremes 1979–2012) | Parámetros climáticos promedio de Medak (1981–2010, extremes 1979–2012) | Parámetros climáticos promedio de Medak (1981–2010, extremes 1979–2012) |
| Mes                                                                     | Ene.                                                                    | Feb.                                                                    | Mar.                                                                    | Abr.                                                                    | May.                                                                    | Jun.                                                                    | Jul.                                                                    | Ago.                                                                    | Sep.                                                                    | Oct.                                                                    | Nov.                                                                    | Dic.                                                                    | Anual                                                                   |
| ----------------------------------------------------------------------- | ----------------------------------------------------------------------- | ----------------------------------------------------------------------- | ----------------------------------------------------------------------- | ----------------------------------------------------------------------- | ----------------------------------------------------------------------- | ----------------------------------------------------------------------- | ----------------------------------------------------------------------- | ----------------------------------------------------------------------- | ----------------------------------------------------------------------- | ----------------------------------------------------------------------- | ----------------------------------------------------------------------- | ----------------------------------------------------------------------- | ----------------------------------------------------------------------- |
| Temp. máx. abs. (°C)                                                    | 36.0                                                                    | 38.0                                                                    | 41.8                                                                    | 44.5                                                                    | 46.3                                                                    | 44.6                                                                    | 37.0                                                                    | 35.6                                                                    | 36.0                                                                    | 36.3                                                                    | 33.8                                                                    | 33.8                                                                    | 46.3                                                                    |
| Temp. máx. media (°C)                                                   | 30.0                                                                    | 32.9                                                                    | 36.6                                                                    | 39.6                                                                    | 40.6                                                                    | 35.0                                                                    | 30.6                                                                    | 29.3                                                                    | 30.3                                                                    | 30.8                                                                    | 29.8                                                                    | 29.2                                                                    | 32.9                                                                    |
| Temp. mín. media (°C)                                                   | 14.7                                                                    | 17.1                                                                    | 20.5                                                                    | 23.7                                                                    | 25.8                                                                    | 24.6                                                                    | 23.1                                                                    | 22.5                                                                    | 22.5                                                                    | 20.2                                                                    | 16.3                                                                    | 13.7                                                                    | 20.4                                                                    |
| Temp. mín. abs. (°C)                                                    | 6.5                                                                     | 8.0                                                                     | 11.2                                                                    | 16.5                                                                    | 19.5                                                                    | 13.9                                                                    | 18.1                                                                    | 18.2                                                                    | 16.5                                                                    | 10.8                                                                    | 8.2                                                                     | 5.0                                                                     | 5.0                                                                     |
| Lluvias (mm)                                                            | 10.8                                                                    | 5.1                                                                     | 15.8                                                                    | 14.0                                                                    | 32.6                                                                    | 138.6                                                                   | 264.9                                                                   | 293.4                                                                   | 152.3                                                                   | 97.5                                                                    | 19.4                                                                    | 7.3                                                                     | 1051.6                                                                  |
| Días de lluvias (≥ 1 mm)                                                | 0.5                                                                     | 0.4                                                                     | 0.9                                                                     | 1.3                                                                     | 2.2                                                                     | 8.1                                                                     | 13.0                                                                    | 13.4                                                                    | 7.9                                                                     | 4.7                                                                     | 1.1                                                                     | 0.5                                                                     | 54.0                                                                    |
| Humedad relativa (%)                                                    | 42                                                                      | 34                                                                      | 29                                                                      | 27                                                                      | 27                                                                      | 50                                                                      | 68                                                                      | 74                                                                      | 71                                                                      | 63                                                                      | 54                                                                      | 46                                                                      | 49                                                                      |
| Fuente: India Meteorological Department                                 |                                                                         |                                                                         |                                                                         |                                                                         |                                                                         |                                                                         |                                                                         |                                                                         |                                                                         |                                                                         |                                                                         |                                                                         |                                                                         |